# Russian Roulette (chanson de Rihanna)
Pour les articles homonymes, voir Russian Roulette.
Singles de Rihanna
Run This Town
(2009) Wait Your Turn
(2009)
Pistes de Rated R
Rockstar 101 Fire Bomb
Russian Roulette (Roulette russe en français) est une ballade, servant de premier single au quatrième album Rated R de la chanteuse Rihanna. Cette ballade a été écrite et produite par Rihanna et Ne-Yo

## Contexte, écriture, enregistrement
Lorsque Chuck Harmony et Ne-Yo se sont mis à l'écriture de la chanson, ils ne voulaient pas donner à Rihanna « juste une chanson de trois minutes » mais plutôt « un film », à ce moment ils voyaient la chanson être « un peu sombre, un peu incisive, un peu morbide » et ce « juste pour essayer ». Ne-Yo et Rihanna ont coécrit la chanson, et Chuck Harmony a composé la musique. La chanson a ensuite été enregistrée durant l'été 2009.

## Style et analyse des paroles
Pour Voici, « cette balade morbide met en scène une jeune femme prête à se suicider avec une arme à feu ».
Il s'agit en fait d'une femme qui raconte son expérience de la roulette russe[réf. nécessaire].

## Clip vidéo
Le clip, réalisé par Anthony Mandler, a été diffusé sur la chaîne télévisée américaine American Broadcasting Company le 13 novembre 2009. Selon le site Rihanna-Diva.com, le clip aurait été tourné en octobre 2009. en près de Los Angeles et aurait duré 2 jours. On y retrouve l'acteur américain Jesse Williams, qui incarne le "partenaire de jeu" de Rihanna. Le clip est diffusé sans signalétique sur Trace Urban et NRJ Hits, la où d’autres chaînes le diffusent avec un logo "-10" ou "-12" (donc après 22h00).

### Réception
La réception du clip a été est très variée.

## Réception

### Critiques
Après sa sortie, Russian Roulette, a reçu des commentaires positifs pour la voix de Rihanna dans la chanson et le choix des paroles. Todd Martens du Los Angeles Times commente en disant que cette chanson présente « un tempo modéré sans surproduction » poursuivant par le fait que ce single est « un peu glacial, un tantinet intrépide, et une simplicité dans l'interprétation sans fioritures ». Pour Voici, « Ne-Yo a su mettre des mots sur ce que ressentait la chanteuse ».

### Ventes
Le single s'est vendu à plus de 3 215 000 exemplaires[réf. nécessaire] Aux États-Unis, la chanson débute en 100e position du Billboard Hot 100 le 7 novembre 2009. La semaine suivante, il grimpe en 75e position. Lors de la sortie de l'album, à la 3e semaine, il passe de la 75e à la 9e place du Billboard Hot 100, qui est sa plus haute position, devant son douzième top 10 sur le palmarès et passe 14 semaines au palmarès. Au Canada, la chanson atteint aussi la 9e place du Canadian Hot 100.

Ailleurs, la ballade rencontre aussi un très bon succès et atteint le top 10 dans plusieurs pays dont l'Allemagne, l'Australie et le Royaume-Uni.